# Славко Свиняревич
Славко Свиняревич (сербохорв. Slavko Svinjarević / Славко Свињаревић, 6 квітня 1935, Сремські Карловці — 2006) — югославський футболіст, що грав на позиції захисника, зокрема, за клуб «Воєводина», а також національну збірну Югославії.

## Клубна кар'єра
Народився 6 квітня 1935 року в місті Сремські Карловці. Вихованець футбольної школи клубу «Воєводина». Дорослу футбольну кар'єру розпочав 1955 року в основній команді того ж клубу, в якій провів десять сезонів, взявши участь у 165 матчах чемпіонату. 
Завершив ігрову кар'єру у команді «Ворматія», за яку виступав протягом 1965—1969 років.

## Виступи за збірну
1962 року дебютував в офіційних матчах у складі національної збірної Югославії. Протягом кар'єри у національній команді провів у її формі 6 матчів.
У складі збірної був учасником чемпіонаті світу 1962 року в Чилі, де зіграв в матчі за третє місце з господарями (0-1).

### Статистика виступів за збірну
| Матчі і голи за збірну | Матчі і голи за збірну | Матчі і голи за збірну | Матчі і голи за збірну | Матчі і голи за збірну | Матчі і голи за збірну | Матчі і голи за збірну | Матчі і голи за збірну |
| #                      | Дата                   | Місто                  | Суперник               | Результат              | Голи                   | Турнір                 | Прим.                  |
| ---------------------- | ---------------------- | ---------------------- | ---------------------- | ---------------------- | ---------------------- | ---------------------- | ---------------------- |
| 1                      | 16.05.1962             | Белград                | НДР                    | 3-1                    |                        | Товариський матч       | 82'                    |
| 2                      | 16.06.1962             | Нуньоа                 | Чилі                   | 0-1                    |                        | ЧС-1962                |                        |
| 3                      | 14.10.1962             | Белград                | Ефіопія                | 5-2                    |                        | Товариський матч       |                        |
| 4                      | 14.10.1962             | Загреб                 | Німеччина              | 2-3                    |                        | Товариський матч       | 62'                    |
| 5                      | 14.10.1962             | Будапешт               | Угорщина               | 1-0                    |                        | Товариський матч       |                        |
| 6                      | 04.11.1962             | Белград                | Бельгія                | 3-2                    |                        | Кваліфікація Євро-1964 |                        |

Помер в 2006 році.